# Formiche Alto
Formiche Alto (aragónul Formich Susano) település Spanyolországban, Teruel tartományban. Formiche Alto La Puebla de Valverde, Corbalán, El Castellar, Cabra de Mora és Valbona községekkel határos. Lakosainak száma 158 fő (2024).

## Népesség
A település népessége az utóbbi években az alábbiak szerint változott:
| Lakosok száma | 199  | 191  | 190  | 195  | 175  | 168  | 155  | 141  | 159  | 158  |
|               | 2001 | 2004 | 2007 | 2009 | 2012 | 2014 | 2017 | 2019 | 2022 | 2024 |